# Carex josephi-schmittii
Carex josephi-schmittii là một loài thực vật có hoa trong họ Cói. Loài này được Raymond mô tả khoa học đầu tiên năm 1950.